# Eutreta longicornis
Eutreta longicornis är en tvåvingeart som beskrevs av Snow 1894. Eutreta longicornis ingår i släktet Eutreta och familjen borrflugor. Inga underarter finns listade i Catalogue of Life.